# Tour de France 1905
| 3. Tour de France 1905 – Endstand |                          |                                 |
| Streckenlänge                     | 11 Etappen, 3021 km      | 11 Etappen, 3021 km             |
| Toursieger                        | Louis Trousselier        | 35 P. 109:55:39 h (27,481 km/h) |
| Zweiter                           | Hippolyte Aucouturier    | 61 P.                           |
| Dritter                           | Jean-Baptiste Dortignacq | 64 P.                           |
| Vierter                           | Émile Georget            | 123 P.                          |
| Fünfter                           | Lucien Petit-Breton      | 155 P.                          |
| Sechster                          | Augustin Ringeval        | 202 P.                          |
| Siebenter                         | Paul Chauvet             | 231 P.                          |
| Achter                            | Philippe Pautrat         | 248 P.                          |
| Neunter                           | Julien Gabory            | 255 P.                          |
| Zehnter                           | Julien Maitron           | 304 P.                          |

Die dritte Ausgabe der Tour de France fand vom 9. bis 30. Juli 1905 statt. Von 60 gestarteten Fahrern erreichten nur 24 das Ziel in Paris. Julien Lootens aus Belgien war der einzige ausländische Starter.

## Rennverlauf
Der Gesamtsieger wurde nicht über die Fahrzeit ermittelt, sondern nach einem kompliziert erscheinenden Punktesystem. Man erachtete die Zeitmessung für jeden einzelnen Fahrer als zu schwierig. Zunächst erhielten die Fahrer Punkte entsprechend ihrer Platzierung auf der Etappe. Außerdem gab es für einen Abstand von vollen 5 Minuten zum im Etappenklassement unmittelbar davorplatzierten Fahrer jeweils einen Strafpunkt, jedoch insgesamt nicht mehr als zehn Strafpunkte. Schließlich kamen noch die Strafpunkte der im Etappenklassement davorplatzierten Fahrer als Zusatzstrafpunkte dazu. Auf der 1. Etappe wurden zum Beispiel für die ersten sieben Fahrer folgende Punkte vergeben:

## Platzierungsübersicht
| Fahrer                   | Zeit              | Platzpunkte | Strafpunkte | Zusatzstrafpunkte | Gesamtpunkte |
| ------------------------ | ----------------- | ----------- | ----------- | ----------------- | ------------ |
| Louis Trousselier        | 11 h 25 min 00 s  | 1           | 0           | 0                 | 1            |
| Jean-Baptiste Dortignacq | + 3 min 00 s      | 2           | 0           | 0                 | 2            |
| René Pottier             | + 4 min 00 s      | 3           | 0           | 0                 | 3            |
| Hippolyte Aucouturier    | + 26 min 00 s     | 4           | 4           | 0                 | 8            |
| Henri Cornet             | + 26 min 00 s     | 5           | 0           | 4                 | 9            |
| Augustin Ringeval        | + 1 h 40 min 00 s | 6           | 10          | 4                 | 20           |
| Émile Georget            | + 2 h 40 min 00 s | 7           | 10          | 14                | 31           |

Die inoffizielle Siegerzeit von Louis Trousselier lautete 109:55:39 h.
Die Anzahl der Etappen wurde von sechs auf elf erhöht, die Anzahl der Ruhetage wurde reduziert. Erstmals führte die Tour in die Berge. In der zweiten Etappe mussten die Fahrer den Ballon d’Alsace in den Vogesen überwinden. In der vierten Etappe wurden die westlichen Ausläufer der Alpen passiert (Côte de Laffrey, Col Bayard).
Auf der ersten Etappe streuten Unbekannte insgesamt 125 kg Nägel auf die Straße, die die Reifen der Fahrer zerstörten. Alle Fahrer bis auf Jean-Baptiste Dortignacq wurden Opfer dieser Sabotageaktion. Im Gegensatz zum vorherigen Jahr blieben aber tätliche Angriffe auf die Fahrer aus.

## Die Etappen
| Etappen    | Tag      | Start – Ziel           | km  | Etappensieger            | Gesamterster      |
| ---------- | -------- | ---------------------- | --- | ------------------------ | ----------------- |
| 1. Etappe  | 9. Juli  | Paris – Nancy          | 340 | Louis Trousselier        | Louis Trousselier |
| 2. Etappe  | 11. Juli | Nancy – Besançon       | 299 | Hippolyte Aucouturier    | René Pottier      |
| 3. Etappe  | 14. Juli | Besançon – Grenoble    | 327 | Louis Trousselier        | Louis Trousselier |
| 4. Etappe  | 16. Juli | Grenoble – Toulon      | 348 | Hippolyte Aucouturier    | Louis Trousselier |
| 5. Etappe  | 18. Juli | Toulon – Nîmes         | 192 | Louis Trousselier        | Louis Trousselier |
| 6. Etappe  | 20. Juli | Nîmes – Toulouse       | 307 | Jean-Baptiste Dortignacq | Louis Trousselier |
| 7. Etappe  | 23. Juli | Toulouse – Bordeaux    | 268 | Louis Trousselier        | Louis Trousselier |
| 8. Etappe  | 25. Juli | Bordeaux – La Rochelle | 257 | Hippolyte Aucouturier    | Louis Trousselier |
| 9. Etappe  | 27. Juli | La Rochelle – Rennes   | 263 | Louis Trousselier        | Louis Trousselier |
| 10. Etappe | 29. Juli | Rennes – Caen          | 167 | Jean-Baptiste Dortignacq | Louis Trousselier |
| 11. Etappe | 30. Juli | Caen – Paris           | 253 | Jean-Baptiste Dortignacq | Louis Trousselier |